# 페르난디나쌀쥐
페르난디나쌀쥐 또는 페르난디나갈라파고스쥐(Nesoryzomys fernandinae)는 비단털쥐과 갈라파고스쌀쥐속에 속하는 설치류이다. 갈라파고스 제도(에콰도르의 일부)의 페르난디나섬에서만 발견되며, N. indefessus narboroughi와 함께 서식지를 공유한다. 자연 서식지는 아열대 또는 열대 기후 지역의 건조 관목림이다. 보전 등급은 좀더 조사가 필요하다.